# Huismes
Huismes é uma comuna francesa na região administrativa do Centro, no departamento Indre-et-Loire. Estende-se por uma área de 23,68 km². Em 2010 a comuna tinha 1 475 habitantes (densidade: 62,3 hab./km²).